# Kalmar AIK
Kalmar AIK är en idrottsförening från Kalmar i Sverige. Utövar bland annat fotboll och kallas "Klubben". Fotbollen har traditionellt varit den stora sektionen inom klubben men även bowling, handboll och bridge ryms inom föreningen. För föreningens fotbollssektion, se Kalmar AIK FK. 

## Historia
- 1903: Glad ungdom bildas den 22 november.
- 1905: Glad ungdom byter namn till IK Örnen.
- 1907: IK Falken bildas.
- 1909: IK Örnen byter namn till Kalmar Idrottsklubb.
- 1917: IK Falken och Kalmar Idrottsklubb slås ihop till en förening med namnet Kalmar Allmänna Idrottsklubb, KAIK.
- 2000: Klubbens olika sektioner namnges var för sig och Kalmar AIK FK bildas 27 januari.